# Campeonato Tocantinense de Futebol de 2022 - Segunda Divisão
O Campeonato Tocantinense de Futebol - Segunda Divisão de 2022 foi a 14ª edição da segunda divisão da competição de futebol do estado de Tocantins. O campeonato teve início no dia 22 de outubro e terminou no dia 4 de dezembro.
O Gurupi foi campeão após derrotar o Tocantins de Miracema.

## Regulamento
O Campeonato Tocantinense de Futebol de 2022 - Segunda Divisão foi disputado em duas fases: na primeira fase, as equipes jogam entre si, apenas em jogos de ida. Avançam à segunda fase os quatro times melhores colocados na classificação. Na segunda fase, as equipes se enfrentam em jogos de ida e volta. As duas melhores equipes garantem o acesso e decidem o título da edição 2022. Campeão e vice terão direito de disputar a Primeira divisão 2023.

### Critério de desempate
Os critério de desempate foram aplicados na seguinte ordem:
1. Maior número de vitórias
2. Maior saldo de gols
3. Maior número de gols pró (marcados)
4. Confronto direto (somente entre dois clubes)
5. Menor número de gols sofridos
6. Sorteio na sede da F.T.F.

## Equipes Participantes
| Arsenal Atlético Cerrado Gurupi CAP São José TocantinsLocalização da sede dos clubes no estado. | Arsenal Atlético Cerrado Gurupi CAP São José TocantinsLocalização da sede dos clubes no estado. | Arsenal Atlético Cerrado Gurupi CAP São José TocantinsLocalização da sede dos clubes no estado. | Arsenal Atlético Cerrado Gurupi CAP São José TocantinsLocalização da sede dos clubes no estado. | Arsenal Atlético Cerrado Gurupi CAP São José TocantinsLocalização da sede dos clubes no estado. | Arsenal Atlético Cerrado Gurupi CAP São José TocantinsLocalização da sede dos clubes no estado. | Arsenal Atlético Cerrado Gurupi CAP São José TocantinsLocalização da sede dos clubes no estado. |
| ----------------------------------------------------------------------------------------------- | ----------------------------------------------------------------------------------------------- | ----------------------------------------------------------------------------------------------- | ----------------------------------------------------------------------------------------------- | ----------------------------------------------------------------------------------------------- | ----------------------------------------------------------------------------------------------- | ----------------------------------------------------------------------------------------------- |

## Técnicos
| Equipe                | Técnico                                 |
| --------------------- | --------------------------------------- |
| Arsenal               | Neto Costa (1ª—fase final)              |
| Atlético Cerrado      | Thaliysson (1ª—3ª)                      |
| Paraíso Esporte Clube | Huberlan Silva (1ª—2ª) Célio Ivan (1ª—) |
| Gurupi                | Wladimir Araújo (1ª—fase final)         |
| São José              | Thiago Escaliante (1ª—2ª)               |
| Tocantins de Miracema | Wilcemo Rodrigues (1ª—fase final)       |